# Miquel Garriga i Roca

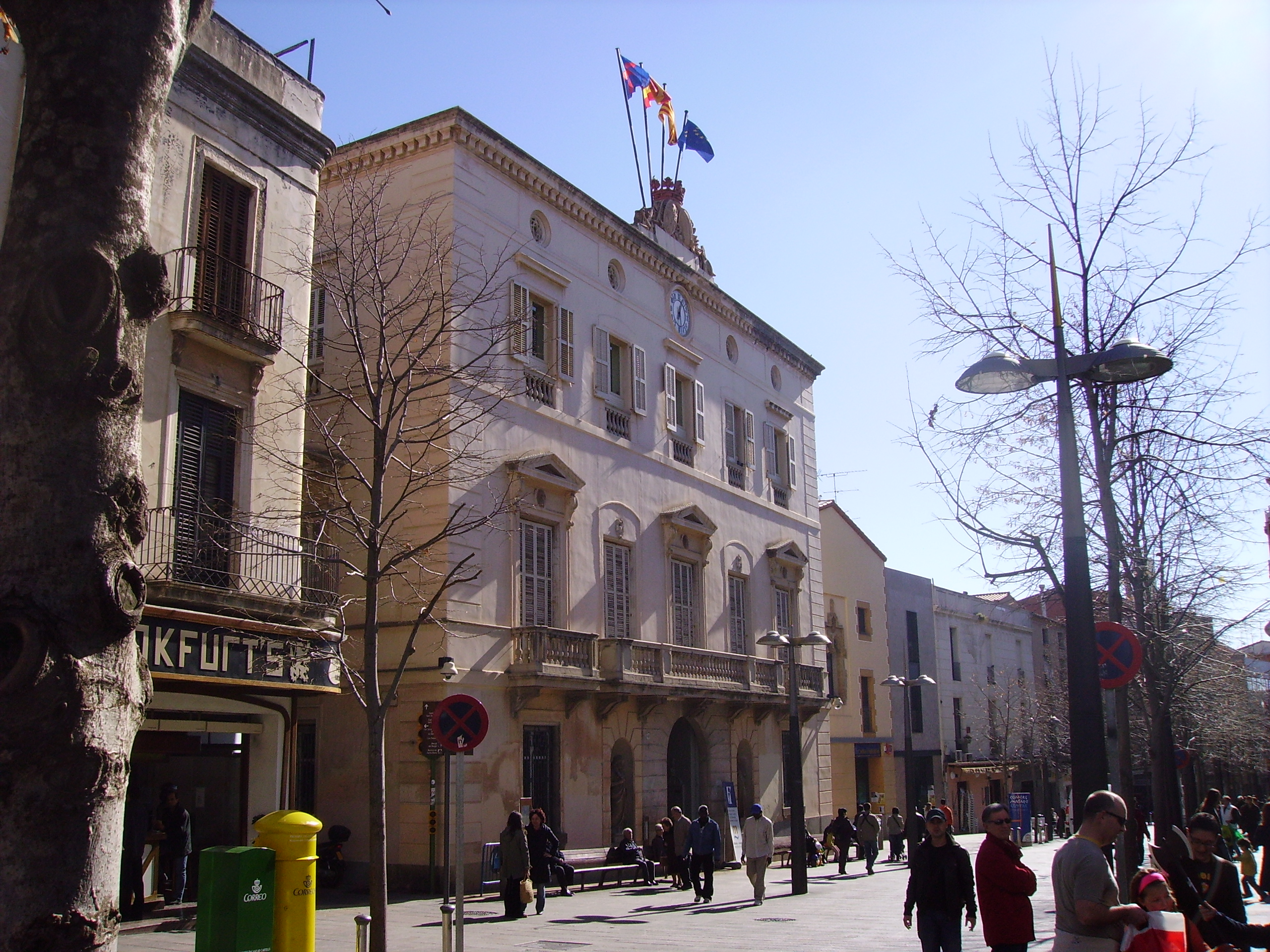
Façana de l'ajuntament de Mataró, obra de Miquel Garriga i Roca de l'any 1867

Miquel Garriga i Roca (Alella, 14 de gener de 1808 - Barcelona, 14 d'octubre de 1888) fou un arquitecte i urbanista.

## Biografia
Miquel Garriga i Roca va néixer 14 de gener de 1808 a l'actual terme del Masnou, a la part de ponent del turó de la Roca de Xeix, que aleshores era terme municipal d'Alella i, des de 1825, del Masnou. Era fill i net d'arquitectes. El seu avi era Miquel Garriga, mestre de cases que dissenyà l'església de Sant Pere del Masnou, i els seus pares, Pau Garriga i Matas, mestre d'obres que amplià la dita l'església, i Teresa Roca.
Va ser arquitecte municipal de Barcelona. Durant el seu càrrec, l'any 1858 va realitzar l'aixecament d'un plànol topogràfic de l'interior de la ciutat a escala 1:250 -Plànol de Barcelona de Miquel Garriga i Roca (1856-1862)-, anomenat popularment «Quarterons Garriga i Roca» (dipositats a l'Arxiu Històric de la Ciutat de Barcelona), i també va fer uns plànols topogràfics del Masnou un el 1849 i altre l'any 1850 (dipositats a l'Arxiu Municipal del Masnou).
Va projectar un pla per a l'Eixample barceloní l'any 1857 que, malgrat haver estat aprovat, es va desestimar per realitzar el que va presentar Ildefons Cerdà. Casat amb Gertrudis Matheu va morir  a la seva casa del Carrer Nou de la Rambla, número 1, de Barcelona, i fou sebollit al Cementiri del Poblenou. La seva filla Josefa Garriga Matheu es va casar amb en Gaietà Buïgas i Monravà.
La seva obra més famosa va ser la construcció del Gran Teatre del Liceu l'any 1845 sobre un antic convent trinitari i inaugurat a l'abril de 1847.

## Obres publicades
- Revista Boletín Enciclopédico de Nobles Artes, articles entre 1846 i 1847
- Monografía del monasterio de Santa María de Junqueras de Barcelona. 1854

## Obres d'arquitectura
- 1841 La Peixateria, porxos per a la venda de peix a Mataró.
- 1845 Ajuntament del Masnou, per encàrrec de l'alcalde Joan Rubis.
- 1847 Casa Fontrodona al carrer de Petritxol de Barcelona.
- 1847 Gran Teatre del Liceu a Barcelona. De la construcció original se'n conserven les façanes i el Saló dels Miralls, a més de la planta i disposició dels espais.
- 1854 Manicomi de Sant Boi de Llobregat, fundat pel psiquiatre Antoni Pujadas i Mayans.
- 1860 Cementiri municipal del Masnou.
- 1860 Casa Farguell a la plaça de Santa Anna de Barcelona.
- 1864 Casa Josep Martí i Fàbregas. Reformes d'una casa del segle xviii del carrer de la Portaferrissa de Barcelona.
- 1867 Façana de l'Ajuntament de Mataró.
- 1868 Reformes a la Casa de la Ciutat de Barcelona.

## Fons personal
El fons personal de Miquel Garriga i Roca dipositat a l'Arxiu Històric de la Ciutat de Barcelona, està constituït per un conjunt de documents de l'arquitecte, directament relacionats amb la seva professió. No és aquesta l'única documentació de Garriga i Roca dipositada a l'AHCB, ja que a l'àmbit de Gràfics s'hi troben valuosos plànols, com els cèlebres Quarterons, el Plànol de Barcelona de Miquel Garriga i Roca. Val a dir que en el conjunt documental del fons personal també n'hi ha alguns de plànols.
Aquest fons, les dates extremes del qual són 1841–1880, està compost per tipologies documentals molt diverses, però totes elles fan referència a obres projectades o realitzades per l'arquitecte.